# Amber Midthunder

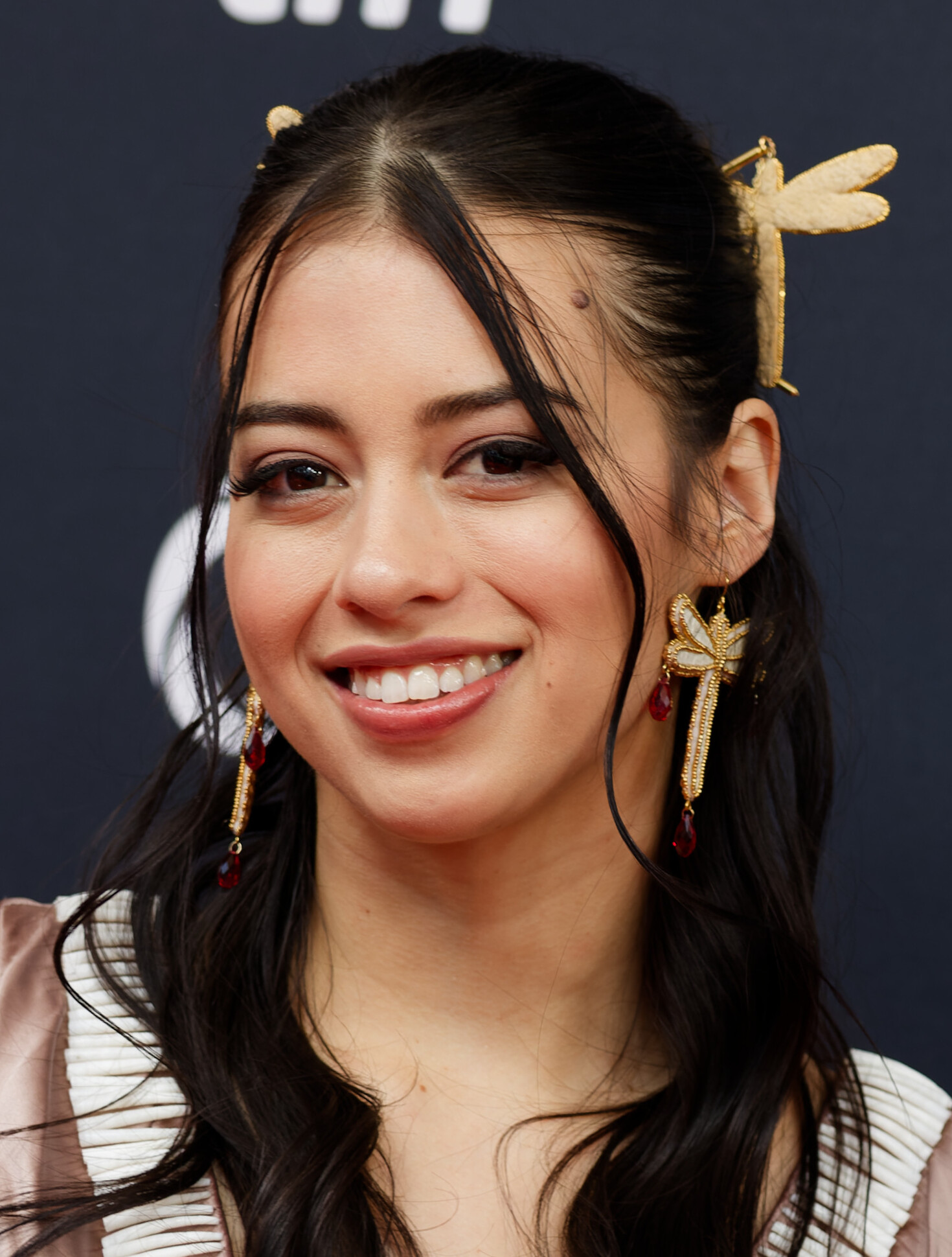
Amber Midthunder (2024)

Amber Midthunder (* 26. April 1997 in New Mexico) ist eine US-amerikanische Schauspielerin, Synchronsprecherin und ehemalige Kinderdarstellerin.

## Leben
Midthunder wurde am 26. April 1997 als Tochter des Schauspielers David Midthunder und der Stuntfrau und Filmschaffenden Angelique Midthunder geboren. Sie ist Mitglied des Fort Peck Sioux Tribe und indigener, spanischer und thailändischer Herkunft. Ab Anfang des 21. Jahrhunderts folgten erste Statistenrollen und Kleinstrollen. 2004 war sie im Kurzfilm Reservation Warparties, der am 8. November 2004 auf dem American Indian Film Festival uraufgeführt wurde, an der Seite ihres Vaters zu sehen. In den nächsten Jahren folgten weitere Nebenrollen in Filmproduktionen.
2012 war Midthunder in der Pilotfolge der Fernsehserie Longmire zu sehen, 2014 folgte eine weitere Besetzung in der Fernsehserie in der gleichen Charakterrolle. Im selben Jahr folgte eine der Hauptrollen im Kurzfilm Gaming, der am 4. Mai 2014 auf dem Santa Fe Film Festival uraufgeführt wurde. Zuvor verkörperte sie bereits 2013 die Hauptrolle im Kurzfilm #nightslikethese, der erstmals am 16. Oktober 2013 auf dem Santa Fe Independent Film Festival gezeigt wurde. 2015 hatte sie eine Episodenrolle in Dig, 2016 war sie in einer Episode der Fernsehserie The Originals zu sehen. Von 2017 bis 2019 war sie in insgesamt 27 Episoden der Fernsehserie Legion in der Rolle der Kerry Loudermilk zu sehen. Von 2019 bis 2022 war sie in der Fernsehserie Roswell, New Mexico in der Rolle der Rosa Ortecho zu sehen. Insgesamt spielte sie die Rolle in 46 Episoden. 2019 spielte sie in Only Mine die Hauptrolle. 2022 wirkte sie als Hauptdarstellerin Naru im Film Prey mit.

## Filmografie (Auswahl)

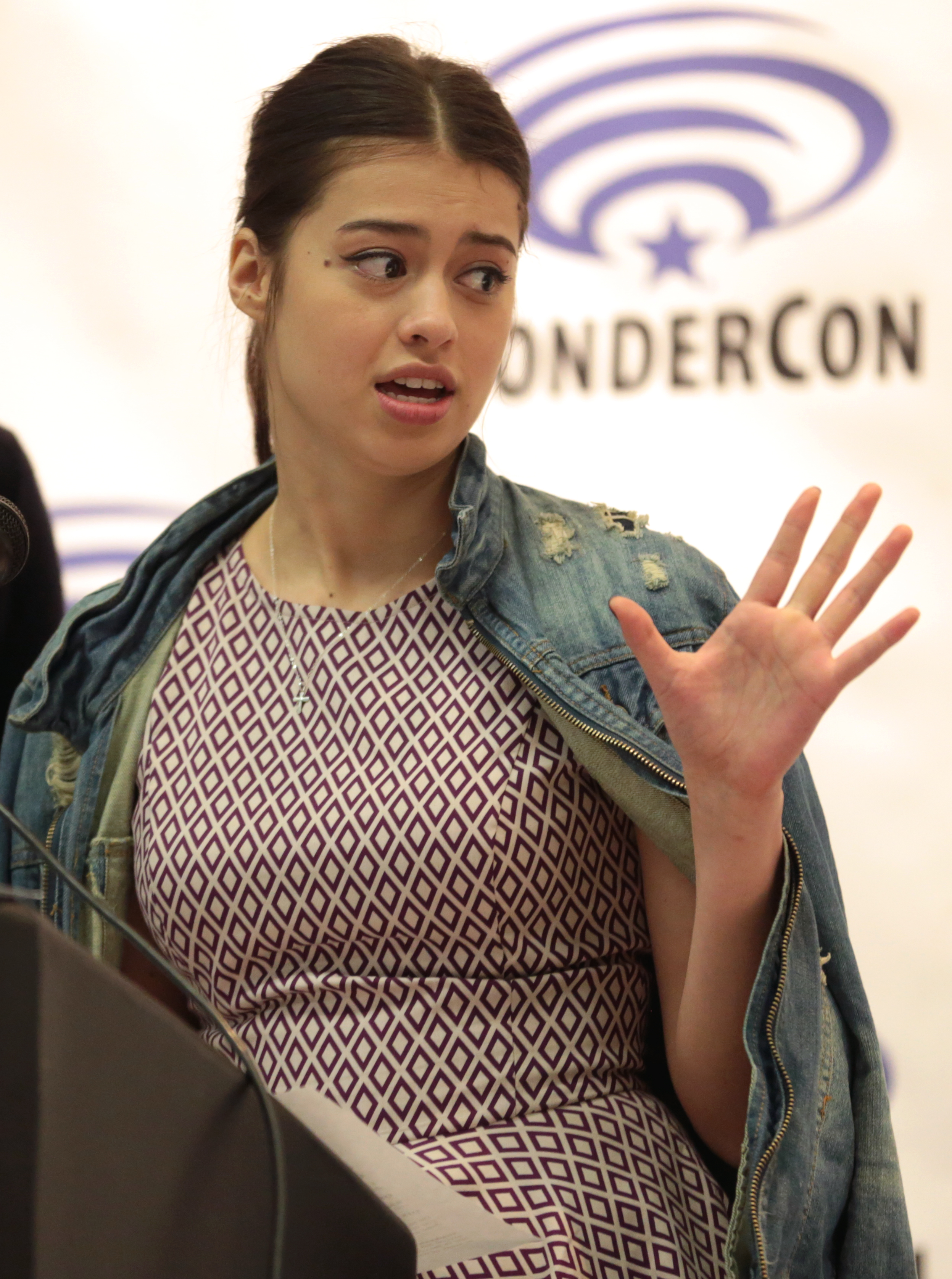
Amber Midthunder (2017)

### Schauspiel
- 2001: The Homecoming of Jimmy Whitecloud
- 2002: Deadly Species
- 2004: Reservation Warparties (Kurzfilm)
- 2008: Sunshine Cleaning
- 2008: Swing Vote – Die beste Wahl (Swing Vote)
- 2009: Not Forgotten – Du sollst nicht vergessen (Not Forgotten)
- 2012–2014: Longmire (Fernsehserie, 2 Episoden)
- 2013: Don’t (Kurzfilm)
- 2013: #nightslikethese (Kurzfilm)
- 2014: Drunktown’s Finest
- 2014: Banshee – Small Town. Big Secrets. (Banshee, Fernsehserie, 2 Episoden)
- 2014: Gaming (Kurzfilm)
- 2015: Spare Parts
- 2015: Dig (Fernsehserie, Episode 1x05)
- 2015: Bare
- 2016: The Originals (Fernsehserie, Episode 3x16)
- 2016: Hell or High Water
- 2016: Priceless
- 2017–2019: Legion (Fernsehserie, 27 Episoden)
- 2018: The Misadventures of Psyche & Me (Miniserie, 2 Episoden)
- 2018: 14 Cameras
- 2019: Only Mine
- 2019: Prayers of a Saint (Kurzfilm)
- 2019: She’s Missing
- 2019–2022: Roswell, New Mexico (Fernsehserie, 46 Episoden)
- 2021: The Marksman – Der Scharfschütze (The Marksman)
- 2021: The Ice Road
- 2021: The Wheel
- 2022: Prey
- 2022: Reservation Dogs (Fernsehserie, Episode 2x06)
- 2023: Centurion: The Dancing Stallion
- 2023: Dream Scenario
- 2024: Avatar – Der Herr der Elemente (Avatar: The Last Airbender, Fernsehserie, 3 Episoden)
- 2024: Rez Ball
- 2025: Alfred Morettis Opus (Opus)
- 2025: Mr. No Pain (Novocaine)

### Synchronisationen
- 2021: Long Gone Gulch (Zeichentrickserie, Episode 1x01)